# The War Wagon
The War Wagon is een Amerikaanse western uit 1967, geregisseerd door Burt Kennedy met in de hoofdrollen John Wayne, Kirk Douglas, Howard Keel en Robert Walker, Jr.

## Verhaal
Drie jaar nadat Taw Jackson (John Wayne) ten onrechte voor corruptie in de gevangenis belandde, wordt hij vrijgelaten. Hij gaat terug naar zijn geboortestad, om Frank Pierce (Bruce Cabot), de man die hem voor corruptie liet oppakken zodat hij Jacksons land kon afpakken, een lesje te leren. Jackson huurt Lomax (Kirk Douglas) in, om samen met hem een goudzending van Pierce te stelen. Deze wordt vervoerd in een gepantserde wagen, die zwaar bewaakt wordt. 

## Cast
| Acteur            | Personage         |
| ----------------- | ----------------- |
| John Wayne        | Taw Jackson       |
| Kirk Douglas      | Lomax             |
| Howard Keel       | Levi Walking Bear |
| Robert Walker Jr. | Billy Hyatt       |
| Keenan Wynn       | Wes Fletcher      |
| Bruce Cabot       | Frank Pierce      |
| Joanna Barnes     | Lola              |
| Valora Noland     | Kate Fletcher     |
| Bruce Dern        | Hammond           |
| Gene Evans        | Deputy Hoag       |
| Terry Wilson      | Sheriff Strike    |
| Don Collier       | Shack             |
| Sheb Wooley       | Snyder            |
| Ann McCrea        | Felicia           |
| Emilio Fernández  | Calita            |
| Frank McGrath     | Bartender         |
| Chuck Roberson    | Brown             |
| Hal Needham       | Hite              |
| Marco Antonio     | Chief Wild Horse  |
| Perla Walters     | Rosita            |